# Mohamed Ben Ammar
Mohamed Ben Ammar (tiếng Ả Rập: محمد بن عمار; sinh ngày 8 tháng 2 năm 1989) là một cầu thủ bóng đá người Tunisia, hiện tại thi đấu cho Stade Tunisien.